# Liste der Flughäfen in Burundi
Die Liste der Flughäfen in Burundi zeigt die zivilen Flughäfen des afrikanischen Staates Burundi, geordnet nach Orten.
| Ort       | ICAO-Code | IATA-Code | Name des Flughafens |
| --------- | --------- | --------- | ------------------- |
| Bujumbura | HBBA      | BJM       | Flughafen Bujumbura |
| Gihohi    | HBBK      |           | Flughafen Gihohi    |
| Gitega    | HBBE      | GID       | Flughafen Gitega    |
| Kirundo   | HBBO      | KRE       | Flughafen Kirundo   |
| Mwumba    |           |           | Flughafen Mwumba    |
| Ruyigi    |           |           | Flughafen Ruyigi    |